# Наваф аль-Абед
Наваф Шакер Фейруз Аль-Абед (араб. نواف العابد‎, 26 января 1990, Эр-Рияд, Саудовская Аравия) — саудовский футболист, нападающий национальной сборной Саудовской Аравии.

## Клубная карьера
Родился 26 января 1990 года в городе Эр-Рияд. Воспитанник футбольной школы клуба «Аль-Хиляль». Взрослую футбольную карьеру начал в 2008 году в основной команде того же клуба, цвета которой защищает и ныне. Является автором самого быстрого гола, который забил на 2-секунде после начала матча.

## Выступления за сборную
В 2010 году дебютировал в официальных матчах в составе национальной сборной Саудовской Аравии. В настоящее время провёл в форме главной команды страны 29 матчей и забил 3 гола.
В составе сборной был участником Кубка Азии по футболу 2011 года в Катаре и Кубка Азии по футболу 2015 года в Австралии.